# Бородулин, Артём Игоревич
Артём И́горевич Бороду́лин (род. 9 марта 1989 года, Пермь, Россия) — российский фигурист—одиночник. Серебряный призёр чемпионата мира по фигурному катанию среди юниоров 2008 года, серебряный призёр чемпионата России 2009 года. Мастер спорта России международного класса.

## Карьера

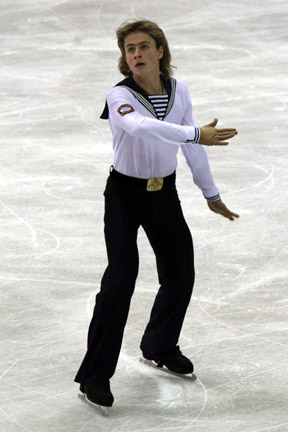
Артём Бородулин в короткой программе на чемпионате мира среди юниоров 2008 года.

Артём начал заниматься фигурным катанием в возрасте 5 лет в Перми. Весной 2006 года он с младшим братом Сергеем (так же фигуристом) и матерью переехал в Москву для работы с тренером Еленой Буяновой (Водорезовой).
Сезон 2007/2008 года стал для Артёма последним сезоном в юниорах. В ноябре 2007 года на тренировке Бородулин сломал ногу. В результате он пропустил финал юниорской серии Гран-при, хотя и набрал необходимое для участия количество баллов, выиграв этап в Болгарии и став третьим в Австрии. По той же причине Артём не смог принять участие в чемпионате России. Однако к чемпионату мира среди юниоров он полностью восстановился и смог стать вторым.
В сезоне 2008/2009 годов Артём Бородулин участвовал в двух этапах взрослой серии Гран-при: Cup of Russia и Cup of China, где стал девятым и четвёртым соответственно. На чемпионате России 2009 года завоевал свою первую медаль этого турнира — серебро. На чемпионате Европы стал 13-м. В феврале 2009 года участвовал в Универсиаде, где стал серебряным призёром, уступив ставшему первым китайцу Сюй Мину всего 0.59 балла.
Артём завоевал бронзовую медаль на чемпионате России 2010 года вслед за вернувшимся в спорт Евгением Плющенко и Сергеем Вороновым и не попал на чемпионат Европы, так как у России было право выставить только двух участников. Воронов выступил на европейском первенстве крайне неудачно — занял лишь 14-е место, Федерация фигурного катания России приняла решение включить вместо него в состав сборной страны на Олимпиаду в Ванкувере Артёма Бородулина. На Играх Артём стал 13-м, и руководство федерации осталось довольно его выступлением.
На чемпионате мира 2010 года в самом начале исполнения короткой программы у Артёма лопнуло лезвие конька. Такие ситуации чрезвычайно редки на соревнованиях. Спортсмен был вынужден сняться с турнира.
Сезон 2010—2011 Артём был вынужден полностью пропустить из-за травм. В этот же период он перешёл от тренера Елены Буяновой в школу Елены Чайковской.
В сезоне 2012—2013 завершил карьеру.

## Спортивные достижения
| Соревнования                         | 2004—2005 | 2005—2006 | 2006—2007 | 2007—2008 | 2008—2009 | 2009—2010 | 2011—2012 | 2012—2013 |
| ------------------------------------ | --------- | --------- | --------- | --------- | --------- | --------- | --------- | --------- |
| Зимние Олимпийские игры              |           |           |           |           |           | 13        |           |           |
| Чемпионаты мира                      |           |           |           |           |           | WD        |           |           |
| Чемпионаты Европы                    |           |           |           |           | 13        |           |           |           |
| Чемпионаты мира среди юниоров        |           |           | 7         | 2         |           |           |           |           |
| Чемпионаты России                    | 15        | 14        | 8         |           | 2         | 3         | 11        |           |
| Чемпионаты России среди юниоров      | 7         |           | 2         |           |           |           |           |           |
| Этапы Гран-при: NHK Trophy           |           |           |           |           |           | 8         |           |           |
| Этапы Гран-при: Cup of Russia        |           |           |           |           | 9         | 3         |           |           |
| Этапы Гран-при: Cup of China         |           |           |           |           | 4         |           |           |           |
| Золотой конёк Загреба                |           |           |           |           |           | 2         | 4         |           |
| Finlandia Trophy                     |           |           |           |           |           |           | 10        |           |
| Мемориал Ондрея Непелы               |           |           |           |           |           |           |           | 5         |
| Warsaw Cup                           |           |           |           |           |           |           |           | 5         |
| Зимние Универсиады                   |           |           |           |           | 2         |           |           |           |
| Финалы юниорского Гран-при           |           |           | 7         |           |           |           |           |           |
| Этапы юниорского Гран-при, Болгария  |           | 4         |           | 1         |           |           |           |           |
| Этапы юниорского Гран-при, Австрия   |           |           |           | 3         |           |           |           |           |
| Этапы юниорского Гран-при, Голландия |           |           | 2         |           |           |           |           |           |
| Этапы юниорского Гран-при, Румыния   |           |           | 2         |           |           |           |           |           |
| Этапы юниорского Гран-при, Андорра   |           | 5         |           |           |           |           |           |           |

- WD = снялся с соревнований